# Iron Gag
Iron Gag – czwarty album A Life Once Lost.

## Lista utworów
1. „Firewater Joyride” - 3:00
2. „Detest” - 3:15 (z Devinem Townsendem)
3. „The Wanderer” - 5:18
4. „Worship” - 2:53
5. „All Teeth” - 4:40 (z Anthonym Greenem)
6. „Meth Mouth” - 2:53
7. „Masks” - 3:49
8. „Pigeonholed” - 4:38 (z Randym Blythem)
9. „Others Die” - 3:33
10. „Silence” - 3:36
11. „Ill Will” - 3:39

## Twórcy
- Robert Meadows - śpiew
- Robert Carpenter - gitara
- Douglas Sabolick - gitara
- Nick Frasca - gitara basowa
- Justin Graves - perkusja
- Randy Blythe - producent linii wokalnych
- Devin Townsend - solo na gitarze w utworze Detest
- Anthony Green - wokal wspierający w utworze All Teeth